# 安昌郡 (刘宋)
安昌郡，中国南北朝时设置的郡。
南朝宋泰始七年（471年）置安昌郡，属越州。治所在武桑县（今广西合浦县北）。辖境相当今广西壮族自治区合浦县北部。南齐下辖武桑县、龙渊县、石秋县、抚林县。南梁、南陈时废安昌郡。